# Urartäisches Reich
Das Urartäische Reich, auch kurz  Urarṭu oder Urartu (urartäisch Biainili, assyrisch KURArtaya KURURI, akkadisch KURUraštu, biblisch vermutlich Ararat), war ein altorientalisches Reich um den Vansee in Kleinasien, das sich später bis in das Urmia- und Sewanbecken sowie die Arax-Ebene ausbreitete. Es entwickelte sich im 9. Jahrhundert v. Chr. zu einer Großmacht, verlor dann aber in den Jahrhunderten darauf große Teile seines Einflusses und wurde letztlich vermutlich im frühen 6. Jahrhundert v. Chr. von den Medern erobert.

## Bezeichnung
Der Name Uruatri taucht zuerst in mittelassyrischen Texten aus dem 13. Jahrhundert v. Chr. als geografische Bezeichnung auf. Salmanassar I. beschreibt einen Feldzug gegen Uruatri, auf dem er acht Länder (darunter KUR-Zingum) und 52 Städte zerstörte. Man nimmt gemeinhin an, dass dieses Uruatri mit dem Urartu der neuassyrischen Zeit identisch ist, Zimansky lehnt eine solche Gleichsetzung aber wegen fehlender Belege ab. Bis zur Mitte des 9. Jahrhunderts lokalisierten die Assyrer Urartu eher westlich des Vansees. Salmanassar III. nennt die Städte Arzaškun und Sugunia, ihre Lage ist unbekannt.
Die „Urartäer“ selbst verwendeten die Bezeichnung Urartu nie, mit der möglichen Ausnahme der Stele von Topzawa. Auf der Kel-i-Schin-Bilingue nennt sich Išpuini in der akkadischen Fassung „König von Nairi und Herr der Tušpa-Stadt“, in der urartäischen „König der Biainili-Länder“. Zimansky hält dieses Wort Biainili für den einheimischen Namen des Königreiches von Urartu. Uraštu wird in der keilschriftlichen Behistun-Inschrift von Dareios I. erwähnt und entspricht hier dem Armenien der persischen Fassung. Möglicherweise lebte die assyrische Bezeichnung für das Urartäische Reich also unter den nachfolgenden Achämeniden daher als geografischer Terminus weiter.
Wie schon Friedrich Wilhelm König betonte, sollte Urartu als assyrische Bezeichnung einer Landschaft und das Reich Urartu (korrekter die Biainili-Länder) nicht gleichgesetzt werden. Johannes Friedrich nennt die Bezeichnung einen „zweckdienlichen Notbehelf“.
Im Alten Testament begegnet man Urartu als rrt, vokalisiert als Ararat.

## Lage
Urartu lag im östlichen Kleinasien, umfasste Teile Transkaukasiens und hatte seine Ostgrenze am Urmiasee. Die Südgrenze bildete die Wasserscheide zwischen dem kleinen Zab und dem Urmiasee, westlich von Mahabad und Miandoab (Inschrift von Taštepe). Im Westen reichte es bis in das Gebiet von Erzincan.
Das Gebiet von Urartu ist sehr gebirgig. Heute liegt hier durchschnittlich mehr als 80 Tage pro Jahr Schnee, viele Pässe sind von September bis Mai unpassierbar. Die Bergplateaus, auf denen Ackerbau möglich ist, liegen meist umso höher, je weiter man nach Norden kommt. Lediglich das Tal des Araxes bildet eine Ausnahme. Das südliche Transkaukasien, zuerst unter Argišti I. erobert, ist ebenfalls sehr gebirgig, nur die Ararat-Ebene liegt unter 1000 Meter Meereshöhe. Die Ararat- und Schirak-Ebene bilden die wichtigsten Ackerbaugebiete in dieser Region.
Die Pässe nach Mesopotamien sind schwierig und selbst heute oft von November bis Anfang Mai unpassierbar. Sie erschienen bereits im Altertum wie „schreckliche Berge, die wie die Spitze eines Dolches gegen den Himmel ragen“.

## Ausdehnung

Urartu unter König Rusa I.

Die Hauptstadt des antiken Staates Urartu Tušpa (heute Van) lag am Vansee. Benachbarte Staaten und Stämme waren unter anderem Assyrien im Süden, das Königreich der Mannäer im Südosten sowie in der Spätphase die Kimmerer und Skythen im Norden. Zeitweise erreichten die Urartäer Karkemiš am westlichen Euphratbogen im Süden und Qulḫa im Nordwesten. Das Reich umfasste zeitweise den Sewansee und das Araxes-Tal im Norden, den Urmiasee im Osten und Rawanduz im Südosten. Die maximale Ausdehnung betrug etwa 600 × 500 km². Es wird gemeinhin angenommen, dass entweder Išpuini oder sein Sohn Menua um 810 die antike Stätte bei Hasanlu im damaligen Mannai eroberten. Gegen Ende der Regierungszeit von Išpuini fanden Feldzüge zum südlichen und westlichen Teil des Urmiasees statt, die unter anderem durch die Inschrift von Taštepe und die Stele von Karagündüz belegt sind.
Feldzüge urartäischer Herrscher fanden bis an die heutige georgische Grenze statt, was aber nicht zu einer dauerhaften Eroberung führte.

## Sprache
Die urartäische Sprache ist nach Hazenbos mit dem Hurritischen verwandt und bildet mit ihm die hurro-urartäische Gruppe, die nur aus diesen zwei Sprachen besteht. Darüber hinausgehende Vergleiche (vor allem mit Kaukasussprachen, insbesondere dem Nordostkaukasischen) haben keine breite Zustimmung in der Fachwelt gefunden.
Urartäische Lehnwörter in anderen Sprachen sind selten. Die schriftliche Überlieferung setzt erst Ende des 9. Jahrhunderts v. Chr. ein und besteht aus in Stein gemeißelten Königsinschriften. Tontafeln (unter anderem aus Toprakkale, Kamir Blur, Bastam und Ayanıs) werden erst ab der Regierung Rusas II. gefunden. Ihr Schriftduktus unterscheidet sich deutlich von den in Stein gemeißelten Königsinschriften, was vielleicht auf eine längere eigenständige Entwicklung hindeutet.
Friedrich Wilhelm König vermutete, dass es sich bei der seiner Meinung nach sehr unglücklich als urartäisch bezeichneten Sprache um die Sprache der Oberschicht handele: „Kein Volk und kein Stamm, nur eine Dynastie ist die Trägerin dieser Sprache.“ Diese Frage ist eng mit der Frage nach der Ausbreitung der armenischen Sprache verbunden.

## Forschungsgeschichte und Quellen

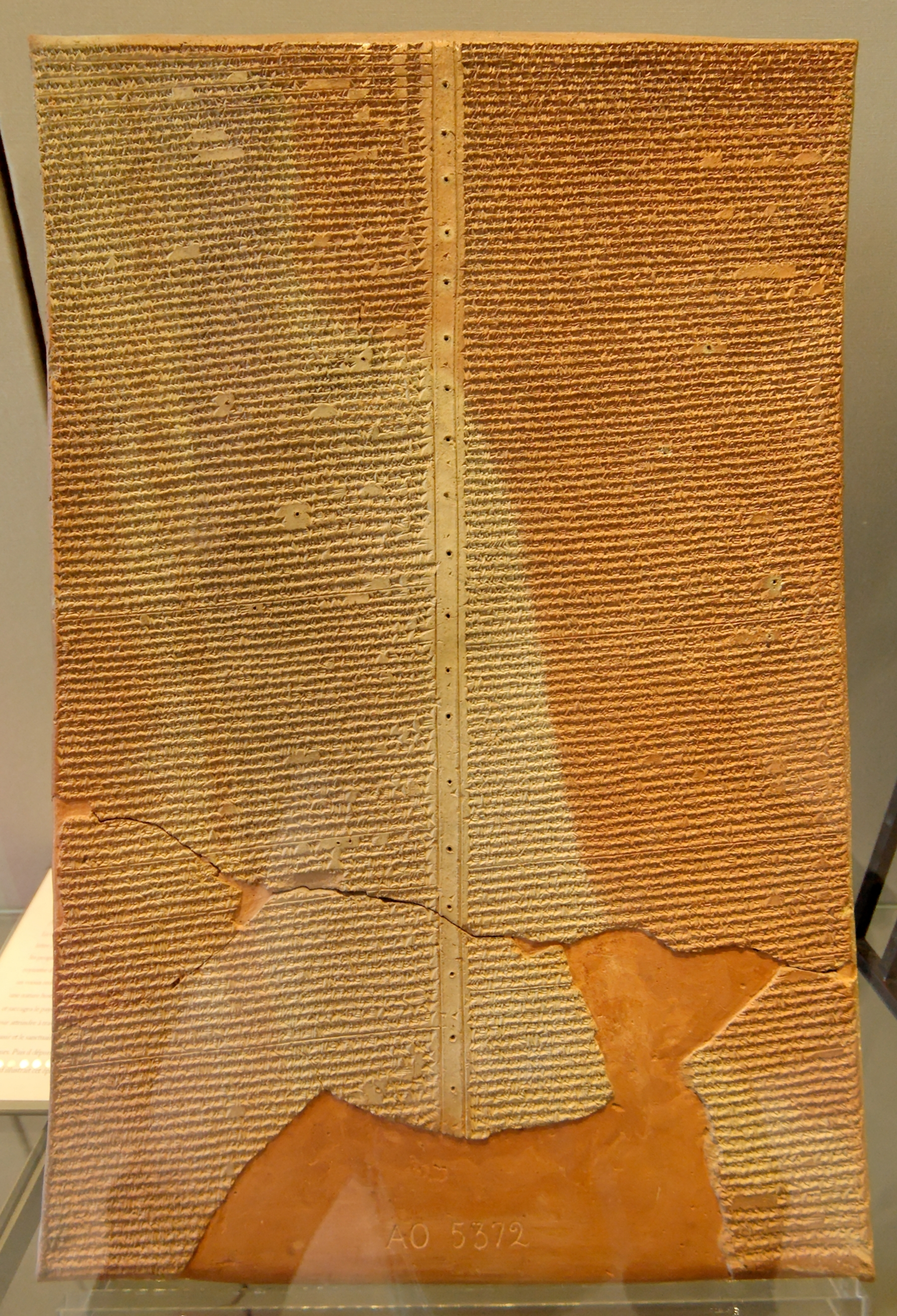
Tontafel von Sargon II. mit Einzelheiten zu seinem Feldzug 714 v. Chr. gegen Urartu (Louvre)

Die Forschungsgeschichte von Urartu reicht bis in das Jahr 1827 zurück.
Wichtige Geschichtsquellen sind die königlichen Inschriften, die seit Sarduri I. in den gewachsenen Fels gehauen wurden. Momentan sind über 400 bekannt. Sie beschreiben entweder die Eroberungen oder die Bauwerke der jeweiligen Herrscher. Meist wurden sie nach einem Feldzug in einem neu eroberten Gebiet angebracht und beschreiben formularisch die Eroberung und den erhobenen Tribut. Die längsten dieser Inschriften sind die Annalen von Argišti I. und Sarduri II. 35 % der von G. A. Melikišvili (1960 und 1971) gesammelten Inschriften beschreiben königliche Bauten (Festungen und Bewässerungsanlagen). Manchmal wird auch die Herkunft des Baumaterials erwähnt („Ich brachte diese Steine aus der Stadt Alniunu. Ich habe diese Mauer errichtet“). Felsinschriften waren offensichtlich dem König vorbehalten.
In Bastam, Kamir Blur und Toprakkale wurden einige wenige Tontafeln entdeckt, insgesamt sind bisher 22 bekannt. Privatarchive wurden bisher nicht entdeckt. Meist wurde Keilschrift verwendet, es gibt aber auch Inschriften mit Urartäischen Hieroglyphen, die entfernt den luwischen Hieroglyphen ähneln. Diese kommen auch auf Metallobjekten und Scherben vor. Aus Altıntepe sind luwische Gefäßinschriften überliefert. Viele Artikel aus den Zitadellen tragen Besitzerinschriften, zum Beispiel Pferdegeschirr und Helme. Schilde und Speere dienten als Weihgeschenke, was in Inschriften auf den Objekten festgehalten wurde. Diese sind eine weitere wichtige epigraphische Quelle. Da die Könige gewöhnlich den Namen ihres Vaters anführen, erlauben sie die Rekonstruktion der Genealogie. Bisher sind etwa 290 bekannt. Sie stammen aber meist von Objekten aus dem Kunsthandel ohne gesicherte Herkunft.
Aus dem Gebiet des Vansees sind in der Bronzezeit keine Siedlungen belegt. Die Gräberfelder von Dilkaya und Karagündüz stammen aus der frühen Eisenzeit. Gewöhnlich wird angenommen, dass die Bevölkerung am Ende des dritten Jahrtausends zu nomadischer Viehzucht überging. Ähnliche Entwicklungen finden sich in Transkaukasien und in der iranischen Region Aserbaidschan.

## Geschichte

### Frühe Könige (Arzaškun in Nairi)
- ab mindestens 858 bis mindestens 843/spätestens 824 v. Chr. Aramu, Herrscher der Stadt Arzaškun

### Aufstieg zur Regionalmacht
- ab mindestens 832–825 v. Chr. Sarduri I. Sohn des Lutipri, in den Anfängen noch regionaler Herrscher neben Kakia im Gebiet von Nairi.
- 825–810 v. Chr. Išpuini
- 820–810 v. Chr. Išpuini und Menua
- 810–785 v. Chr. Menua, Sohn des Išpuini
- 785–753 v. Chr. Argišti I.
- 753–735 v. Chr. Sarduri II., Sohn des Argišti
- 735–714 v. Chr. Rusa I.
- 714–680 v. Chr. Argišti II., Sohn des Rusa
- 680–639 v. Chr. Rusa II., Sohn des Argišti, 690–660[34]

### Ende der assyrischen Quellen
- Nur Rusa Eriménaḫi (Rusa, Sohn des Erimena) und Rusa Rusaḫi (Rusa, Sohn des Rusa) als Herrscher belegt, Abfolge umstritten
- ab 486 v. Chr. Provinz des Achämenidenreichs

## Wirtschaftsweise

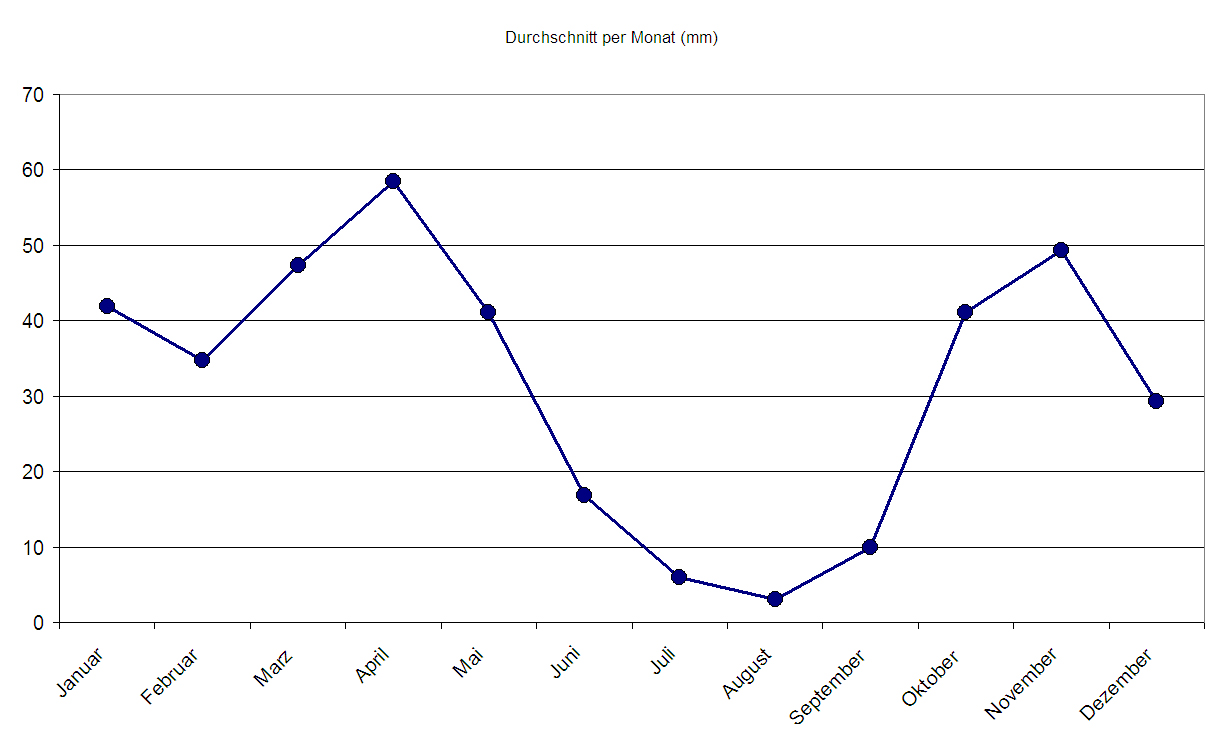
Heutige durchschnittliche Niederschläge im Gebiet von Van

In Urartu war Ackerbau ohne Bewässerung möglich. Die zahlreichen Bewässerungsanlagen versorgten entweder Sonderkulturen wie Obst- und Weingärten oder verbesserten das Weideland für Vieh, insbesondere Pferde. Das Gebiet des Sewansees ist das feuchteste Gebiet von Urartu mit etwa 500 mm Niederschlag pro Jahr.
Ackerbau wurde hauptsächlich an den Ufern der großen Seen, Sewan, Urmia und Van betrieben. Mehrere urartäische Könige legten ausgedehnte Bewässerungsanlagen an. Menua baute einen Kanal, den Menua-Kanal (Menuai pili, heute Semiramis arkı), um die Wasserversorgung von Tušpa mit dem Wasser aus dem Hosab Su sicherzustellen. Weitere Kanalbauten sind durch Inschriften aus Adaköy, Bakımlı, Katembastı, Edremit und Hotanlı belegt. Rusa II. ließ unter anderem den Keşiş-Gölü-Stausee im Bergmassiv des Varak Dağı anlegen, um die Wasserversorgung von Tušpa zu sichern. Er existiert noch heute. Weitere urartäische Staudämme wurden am Kırcagöl, Süphan Gölü und Milla Göleti (Arpayatağı) errichtet, auch der Gelincik Dam, Kırmızı Düzlük Dam (Deste Sor) und der Arç Dam (Dest Baradjı) datieren in urartäische Zeit und funktionieren teilweise noch bis heute. Sargon beschreibt in seinem achten Feldzug, wie er den Bewässerungskanal, der Ulhu versorgte, zerstören ließ.
Durch die Analyse von Makroresten (Früchte, Samen) aus Anzavurtepe wurde der Anbau von Hartweizen (vorherrschend), Emmer, Gerste (vermutlich zweireihig) und Hülsenfrüchten (Linsen, Wicke und Kichererbse/Gras-Platterbse) nachgewiesen. Linsen, Kichererbsen und Wicke sind aus Yoncatepe bekannt. Kichererbsen wurden auch in Kamir Blur und Bastam gefunden. An Unkräutern kamen Labkraut, Roggen-Trespe, Knöterich, Schuppenköpfe und Günsel vor. Nacktgetreide dominierte deutlich. Auch der Weinbau muss bedeutend gewesen sein. Kamir Blur besaß fünf Magazine, in denen Wein in mannshohen Pithoi aufbewahrt wurde. Piotrovski schätzt ihre Kapazität auf 34.000 Liter. Aus einer Inschrift von Sarduri II. ist bekannt, dass er bei Erciş einen Weinberg anlegte. Wie Smith betont, war die Umbildung der Landschaft ein beherrschendes Element im königlichen Diskurs. Die Anlage von Bewässerungskanälen, Gärten und Weingärten sowie der Bau von Festungen nahm in den königlichen Inschriften, besonders der frühen Herrscher von Menua bis Argišti I., eine wichtige Rolle ein. „Der Boden war unkultiviert – niemand vorher hatte hier etwas gebaut“ ist eine Standardformel, die sich sowohl in Ayanıs als auch in der Ararat-Ebene findet.
„Landschaften sind so die Instrumente politischer Strategien, keine Auswirkungen oder vorgegebene Bestimmung…“ betont Smith.
Nomadische Viehzucht war bedeutend, wie das häufige Vorkommen von Vieh in den Tributlisten der urartäischen Könige belegt. Urartu war für seine Pferde berühmt. Gefäße zum Buttern sind dagegen in den großen Festungen eher selten, aber auch eher auf Almen zu erwarten. In Kamir Blur und Teišebai URU wurden eine Reihe von Gefäßen gefunden, die der Ausgräber mit der Herstellung von Käse in Verbindung bringt. Solche Gefäße wurden auch in Adilcevaz, Altıntepe, Aragatsa, Argištihinili, Bastam, Erebuni, Haykaberd, Kayalıdere, Ošakana und Tušpa gefunden.
Bergbau war sicher wichtig, in dem Gebiet von Urartu stehen Buntmetalle wie Kupfer zur Verfügung. Im Gebiet des Sewansees findet sich eine Konzentration von Festungen in der Ebene von Masrik, die vielleicht die Goldminen von Sot‘k‘ kontrollierten. Eisenerz, zum Beispiel zum Schmieden von Waffen, wurde vermutlich bei Balaban und Pürneşe bei Bitlis abgebaut.

## Siedlungen

### Festungen

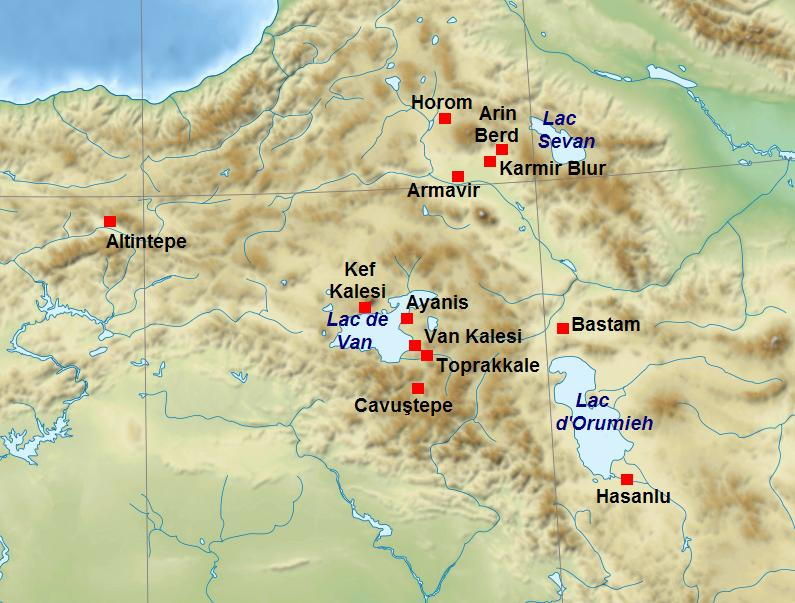
Karte mit einigen urartäischen Befestigungen.

Raffaele Biscione bezeichnet Urartu als einen „nicht-urbanen Staat“. Das urartäische Siedlungswesen war durch Festungen gekennzeichnet, sie waren auch Verwaltungsmittelpunkte, religiöse Zentren und wurden als Vorratslager genutzt. Sie dienten in Kriegszeiten als Zufluchtsort. Ihre Garnisonen waren vermutlich nur klein. Festungen übernehmen in Urartu also die Rolle der nichtexistenten Städte. Allerdings ist das Gebiet außerhalb der Befestigungen selten untersucht worden, die Untersuchungen von Paul Zimansky in Ayanıs bilden hier eine Ausnahme.
Biscione sieht in dem urartäischen Siedlungsmuster eine Mischung aus dem Kaukasischen Siedlungsmuster mit einer aristokratisch/militärischen Oberschicht und Befestigungen und einem mesopotamischen System, das durch einen Schwerpunkt auf Ackerbau, Bewässerung und einem ausgefeilten zivilen Verwaltungssystem beruht. Bernbeck vergleicht die Funktion urartäischer Burgen mit den Kaiserpfalzen der deutschen Staufer.
Die Bauweise der urartäischen Festungen geht vermutlich auf die transkaukasischen zyklopischen Festungen der frühen Eisenzeit zurück, die allerdings weniger regelmäßig sind, besonders in der Verteilung der Bastionen und der Wanddicke, und aus unbearbeiteten Steinen erbaut wurden. Sie entwickelten sich unter dem Einfluss der assyrischen und hethitischen Fortifikationstechnik.
Die Befestigungen wurden vor allem von Kriegsgefangenen errichtet. Die Fundamente der Festungen waren oft als Stufen in den nackten Fels gehauen (früher als Stufentempel fehlgedeutet). Man zog es offensichtlich vor, die Festungen auf jungfräulichem Gelände zu errichten, die Könige rühmen sich oft, die Wildnis gezähmt zu haben. Es gibt nur wenige Ausnahmen, wie Horom, das auf Siedlungsresten aus der Frühbronzezeit erbaut ist. Vielleicht wurden die Reste von Vorgängerbauwerken aber teilweise auch vor der Grundsteinlegung entfernt.

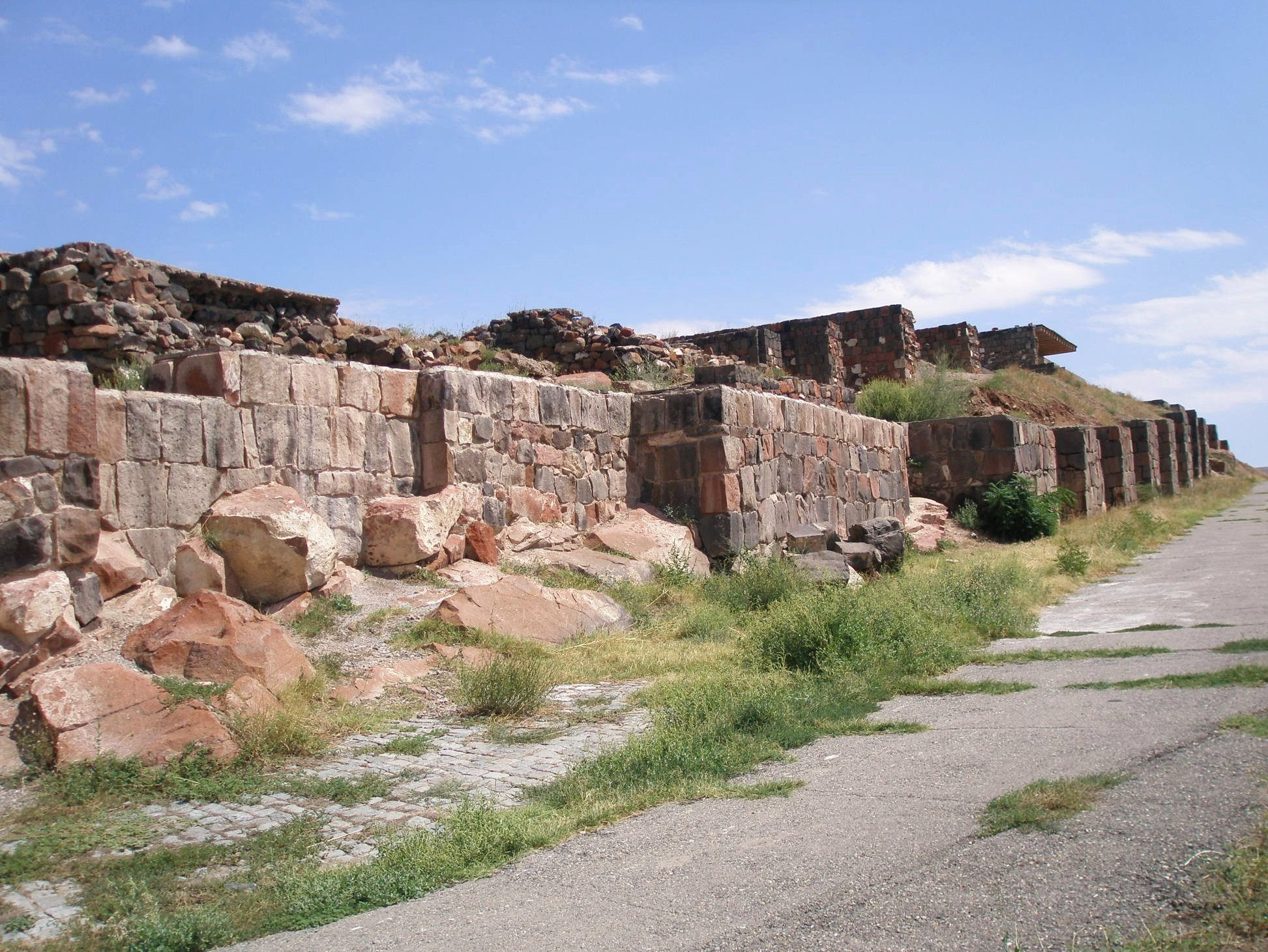
Mauern von Erebuni, Armenien

Die Mauern aus standardisierten Lehmziegeln standen gewöhnlich auf einem Sockel aus Trockenmauerwerk, der etwa 1 m hoch war. Ihr Umriss war gewöhnlich rechteckig. Wichtige Gebäude hatten regelmäßige Quadermauern. Im 8. Jahrhundert wiesen die Festungen abwechselnd kleine und große Bastionen auf, im 7. Jahrhundert ging man zu gleich großen Bastionen über. Als Baumaterial verwendete man bevorzugt Basalt. Die Festungsstädte wurden als É.GAL (eigentlich Palast) bezeichnet.
Kleiss unterscheidet eine ältere und eine jüngere Phase. Die Ältere ist durch ein rigides rechtwinkliges Gitter gekennzeichnet, das aufwendige Terrassierungen notwendig macht. Die Außenmauern weisen Ecktürme und rechteckige Bastionen auf. In regelmäßigen Abständen sind Risalite angebracht. Rechteckige Türme springen sowohl nach außen als auch nach innen vor. In der jüngeren Phase ist die Form und das Layout der Festung, besonders der Außenmauer dem Terrain angepasst. Die massiven Türme werden zugunsten breiter, wenig abgesetzter Risalite aufgegeben.
Biscione geht von vier Klassen von Festungen aus, neben den E.GAL Kleiss' kleine, mittlere und große Festungen, die vermutlich verschiedene Verwaltungsebenen repräsentieren. Festungen liegen meist unterhalb von 2000 m. Generell scheinen sich die Urartäer auf die Kontrolle von fruchtbarem Ackerland und wichtigen Verkehrswegen konzentriert zu haben. Die Siedlungen der frühen Eisenzeit erstrecken sich oft bis in wesentlich höhere Lagen.
Abbildungen urartäischer Festungen stammen vom Balawat-Toren von Salmanasser III., assyrischen Palastreliefs. und urartäischen Bronzemodellen, zum Beispiel das unvollständige Exemplar aus Toprakkale. Es zeigt ein zweiflügliches Tor, getreppte Zinnen, einen schmalen Turm und schmale Fenster im oberen Bereich der Mauer. Stilisierte Festungen sind außerdem auf Bronzegürteln, Siegeln, Elfenbeinplatten (vermutlich Möbelteile), Steinreliefs und verzierten Knochen bekannt. Das Motiv eines heiligen Baumes, der aus einem stilisierten zinnenbewehrten Turm wächst, ist von Bronzeschalen aus Kamir Blur bekannt und wurde auch als Siegel verwendet. Vajman und Movsisjan nehmen an, dass es sich um das urartäische Sinnbild für Festung insgesamt handeln könnte.
Wichtige Siedlungen in der Ararat-Ebene waren unter anderem Erebuni, Argištihinili (zwei Hügel Armavir Blur und Davthi Blur nahe Armawir), Karmir Blur, Oschakan, Aragaz und Iğdır. Nördlich des Araxes ist eine urartäische Anwesenheit bisher nur durch Inschriften belegt.

### Suburbien
Um zumindest einige der Festungen lagen Zivil-Siedlungen. So wurden auf dem Güney-Tepe in Rusahinili große Privathäuser entdeckt, die Zimansky einer urartäischen Elite zuweist. Hier fand sich die höchste Konzentration der rotpolierten Toprakkale-Ware, auch die Tierknochen weisen auf eine bessere Versorgung hin. In dem Gebiet von Pinarbaşi wurden große, offensichtlich zentral geplante Strukturen gefunden. Auch in Bastam gab es ein suburbium 150 m unterhalb der Zitadelle. Es bedeckte eine Fläche von 600 × 300 m, mit großen, E-W orientierten Häusern. Funde von Tonbullen verweisen auf Handel. Rotpolierte Toprakkale-Keramik ist häufig. Die Siedlung wurde friedlich aufgegeben.

### Ländliche Siedlungen
Nach assyrischen Quellen von 714 (8. Feldzug von Sargon II.) waren die ländlichen Siedlungen meist klein, vielleicht nur Einzelhöfe, und lagen verstreut. Sie sind bisher nicht durch Ausgrabungen erschlossen. Begehungen im Urmia Gebiet konnten kleine Siedlungen von 0,15 bis Hektar erfassen.

## Straßen
In den Provinzen Muş, Bingöl und Elazığ haben sich in den Bingöl Dağlari die fast 100 km langen Reste einer urartäischen Straße erhalten. Sie verband das urartäische Kernland um den Vansee mit Alzi, das ca. 200 Jahre unter urartäischer Herrschaft stand, und der fruchtbaren Altınova bei Elazığ. Da das Euphrat-Tal zu steil war, wurde die Straße durch die Bingöl Dağlari geführt. Die Straße ist zwischen 5,4 und 3,9 m breit und wird von Steinen eingefasst. Brücken aus Stein und Holz führten über Bachläufe. Die Straße war vermutlich nicht für Wagen geeignet, da manche Abschnitte sehr steil waren. An den Straßen lagen in Abständen zwischen 28 und 35 km rechteckige Straßenstationen. Ihre Funktion entsprach vermutlich der der späteren Karawansereien, sie boten sicheres Nachtquartier und beherbergten vielleicht eine kleine Schutztruppe. Solche Straßenstationen sind bekannt aus:
- Bastam, Befestigung des 8. Jahrhunderts, zwischen dem Ak Cay und der Ebene von Kara Zia Eddin.[72]
- Uzub Tepe zwischen Bastam und Van
- Solhan und Zulümtepe an der Straße von Van nach Elazığ.[73] Die Station in Zulümtepe war rechteckig und maß 87 × 44 m (Sevin 1986).
- Die Station in der Ebene von Bingöl, 28 m km westlich von Zülumtepe lag auf einem Hügel und maß 39 × 29 m.
- Bahçecik 30 km westlich von Bingöl, 80 × 10 m mit in den Felsen eingeschnittenen Fundamenten (Kleiss 1981b). Von hier sind es 25–30 km nach Palu, der Hauptstadt von Šebeteria.
- Norşuntepe in Alzi (heute unter dem Keban-Stausee), 50 × 40 m. Die Station wurde ausgegraben (Hauptmann 1969/70). Von hier aus konnte Harput erreicht werden.

Salvini identifizierte eine Heilige Straße von Tušpa über den Kel-i-Schin-Pass nach Musasir.

## Politische Gliederung
Herrscher des Landes war der König. Zeichen der Herrschaft waren das königliche Stirnband (kubšu) und das Zepter. Mitglieder der königlichen Familie nahmen hohe politische Stellungen ein. Das Land war in Provinzen eingeteilt, die von einer Festung aus beherrscht wurden, vermutlich durch königliche Statthalter (luEN.NAM). Wie groß die Selbständigkeit der lokalen Herrscher war, ist umstritten. Ralf-Bernhard Wartke sieht Urartu als einen „Beamtenstaat“. Bernbeck deutet Urartu als segmentären Staat, bis in die Zeit von Rusa II. ein „dezentraler, loser Verbund von kleineren politischen Einheiten“.
Provinzen:
- Urmia-Ebene: Provinzhauptstadt Qal’eh Ismail Agha[78]
- Südlicher Sewansee: Königsinschriften aus Tsovak, Tsovinar und Kra.[79] Tsovinar (dIM-I URU) war vermutlich die Provinzhauptstadt.

## Heer

Karte der ungefähren Erweiterung des Königreichs Urartu, mit seiner maximalen Ausdehnung 750 v. Chr.

Das Heer wurde vom König persönlich angeführt, assyrische Berichte nennen aber auch turtanus, also Generäle.

### Streitwagen

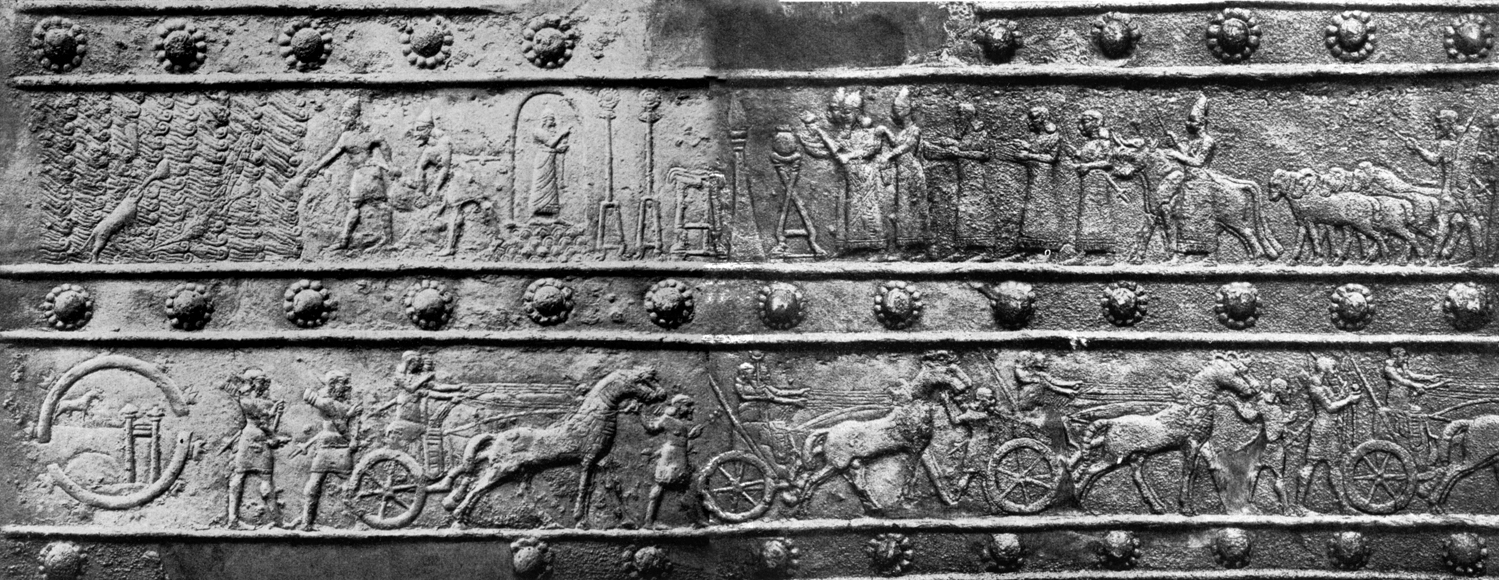
Streitwagendarstellungen vom Balawat-Tor

Die Streitwagen waren nach urartäischen Darstellungen von zwei Kriegern besetzt, neben dem Wagenlenker ein Bogenschütze. Beide waren mit spitzen Helmen ausgestattet und tragen ein kurzärmliges Hemd und Gürtel oder Kettenhemden. Später tragen die Wagenkämpfer oft Mäntel. Die Streitwagen haben zwei Räder mit sechs Speichen und einen sehr kurzen Wagenkasten. Nach Peter Calmeyer und Ursula Seidl entspricht die Ausrüstung des Wagens und die Schirrung der Pferde bis auf wenige Details der assyrischen. Ein Streitwagen ist auch auf einer Stele aus Van dargestellt. Die Deichselzier der Urartäer bestand aus einer „Scheibe mit 5 hochstehenden Zungen“, diese ist sowohl im Original (mit Besitzinschrift von Išpuini) als auch als Abbildung seit Argišti I. überliefert. Seit Argišti I. hatten die urartäischen Streitwagenräder dann acht Speichen, wie auch die assyrischen seit Tiglatpileser III.
Der Yukari Anzaf Schild zeigt auch Reiter, die, wie in Assyrien, paarweise auftreten.

### Militärdienst
Unter Sarduri II. wurden die šurele vom Militärdienst befreit. Diakonoff sieht in ihnen die eigentlichen ethnischen Urartäer. Danach bestand das Heer vor allem aus den hurādele (LUA.SI), den Kriegern, die vielleicht der deportierten Bevölkerung Urartus entstammten (A.SI.RUM).

## Materielle Kultur
Die urartäische Kunst ist stark assyrisch beeinflusst, Kendall will jedoch einen „gewissen schlecht verhehlten barbarischen Unterton“ entdecken.
Die urartäische materielle Kultur ist sehr gleichartig und zeigt in den 200 Jahren des urartäischen Reiches wenig Veränderung. Paul Zimansky nimmt eine strikte staatliche Kontrolle der Produktion an. Van Loon unterteilt die urartäische Kunst in einen Hofstil, der direkt durch die königliche Verwaltung kontrolliert wurde, und einen Volksstil. Guitty Azarpay teilt die Entwicklung der materiellen Kultur in vier Phasen ein:
- Frühe Phase
- Übergangsphase
- Zweite Phase
- Spätphase

In der späten Phase werden erzählende Szenen und bildliche Darstellungen insgesamt seltener.
Ekrem Akurgal unterscheidet:
- Ringstil, 8. und 7. Jahrhundert
- Buckelstil, 7. und 6. Jahrhundert
- Kubischer Stil, etwa 600 v. Chr.

Unter Rusa II. nimmt der assyrische Einfluss auf alle Bereiche der (staatlichen) materiellen Kultur stark zu.
Die rote, glänzend polierte Toprakkale-Keramik (Charles Burney) gilt als typisch urartäisch. Sie kommt vor allem in den großen Festungen vor. Auch die großen Pithoi sind fast völlig auf Festungen beschränkt. Besonders unter Rusa II. wurden sie oft mit Stempelsiegeln markiert, vermutlich in zentral kontrollierten Werkstätten. Viele der keramischen Formen ahmen Metallgefäße nach. Rhyta sind meist reich verziert. Teilweise haben sie die Form eines Schuhs.
Auch die großen Pithoi sind fast allein auf Festungen beschränkt. Auf der Gefäßschulter ist manchmal das Volumen, manchmal auch der Name der Festung, aus der sie stammen, vermerkt. Die unverzierte, braune bis beige tongrundige Ware der Gebrauchskeramik ist zu dieser Zeit weit über Urartu hinaus, von Transkaukasien und dem Iran bis nach Nordsyrien verbreitet. Lampen wurden sowohl aus rotpoliertem als auch grobkeramischer Ware hergestellt. Kernoi wurden in Formen gepresst. Bemalte Keramik ist selten. Sie trägt meist braune oder schwarze geometrische Bemalung auf gelblichem Grund. Darstellungen von wilden Ziegen scheinen für die Ararat-Ebene typisch.
Steingefäße scheinen erstmals unter Rusa II. aufzutreten.

## Bronze
Der Zinngehalt der Bronzen kann sehr unterschiedlich sein, gelegentlich sind auch Bleibronzen belegt, gelegentlich wurde auch Zink zugesetzt (Altıntepe und Toprakkale). Bronze wurde vor allem für Gefäße, Möbelteile und Schutzwaffen wie Schilde und Helme verwendet.

### Waffen
Schwerter, Dolche, Pfeil- und Speerspitzen sind meist aus Eisen gefertigt. Schilde mit plastischen Löwenköpfen sind aus assyrischen Darstellungen von Musasir und den Berichten Sargons bekannt. In Ayanıs wurde ein solcher Bronzeschild ausgegraben. Er hatte einen Durchmesser von rund 1 m und wog 5,1 kg. Aus Toprakkale) und Karmir Blur sind bronzebeschlagene Köcher bekannt. Teilweise sind sie figürlich oder ornamental verziert. In anderen Fällen war nur die Köchermündung mit einem breiten Bronzeband verstärkt. Flache Tüllenpfeile aus Eisen sind für die Urartäer typisch.

### Möbel
Möbel in den Festungen waren oft aufwendig gestaltet. Sie besaßen Appliken und Einsätze aus Bronze, die ihrerseits mit Halbedelsteinen und Stein-Einlegearbeiten, etwa für die Darstellung von Gesichtern verziert sein konnten. Stühle oder Throne waren oft mit Löwenfüßen versehen. Die Beine laufen meist in Löwenfüßen aus. Sie werden als Prunkthrone oder Götterthrone gedeutet.

### Siegel
In der Verwaltung wurden seit der Regierung von Rusa II. Stempelsiegel verwendet. Siegel von Beamten tragen meist eine keilschriftliche Inschrift, oft den Namen des Königs. Gewöhnlich wird ein „Reichsstil“ von den einfacheren, inschriftenlosen Siegeln unterschieden, die auch als private Siegel identifiziert werden. Neben Königssiegeln sind auch Prinzensiegel bekannt. Die Rolle dieser Prinzen in der Verwaltung des Reiches ist unklar.

### Kleidung und Tracht
Textilreste haben sich nicht erhalten. Wichtigste Quellen für urartäische Kleidung und Rüstung sind daher assyrische Reliefs, urartäische Kleinkunst und Grabfunde. Leider sind die meisten bekannten urartäischen Gräber ausgeraubt und die Beigaben gelangten in den Kunsthandel.
Wie Reliefs und Statuen zeigen, waren die Gewänder manchmal mit bestickten Bordüren und kunstvollen Stickereien verziert.
Urartäische Männer sind meist bärtig dargestellt.

### Gürtel
Punzverzierte Bronzestreifen, die meist als Gürtel beschrieben werden, sind aus den Gräbern urartäischer Adeliger bekannt. Sie liegen jedoch meist nicht auf dem Körper des Bestatteten, sondern zusammengefaltet mit anderen Bronzegegenständen zusammen. Hamilton erwähnt einen Gürtel aus Altıntepe bei Erzincan, der zusammen mit Pferdegeschirr und Teilen eines Streitwagens in einem Bronzekessel lagen. Feine Löcher entlang der Ränder zeigen an, dass die Bronzestreifen vielleicht auf eine Unterlage aus Leder oder einem anderen organischen Material aufgenäht waren. Die Gürtel sind sehr lang, das unvollständige Exemplar aus Altıntepe war mindestens 90 cm lang, für den ebenfalls unvollständigen Gürtel von Guschchi rekonstruiert Hamilton eine Länge von bis zu 2 m. Keiner der bekannten Gürtel besitzt eine Schließe.
Die Gürtel sind oft figürlich verziert, das Exemplar von Guschchi zum Beispiel mit Löwen, Rindern, Ziegen und einem Bogenschützen mit menschlichem Oberkörper und dem Leib eines Vogels (oder geflügelten Fisches?). Der Gürtel von Nor-Areš zeigt eine Löwenjagd in Streitwagen, Soldaten zu Fuß und zu Pferde sowie Greifen und Palmetten. Jagdszenen mit Streitwagen sind insgesamt häufig. Auf dem Gürtel von Anipemza sind ebenfalls Vogelmänner abgebildet. Vielleicht stehen sie mit den Harpyien-Darstellungen auf den Henkelattaschen urartäischer Kessel in Verbindung. Andere Exemplare tragen eine geometrische Verzierung aus Reihen von Buckelpunzen und Ringpunzen oder Rosetten. Das Exemplar aus Altıntepe ist in Keilschrift beschriftet und stammt aus der Zeit von Argišti II.
Gürtel sind auch auf Reliefs und Statuen dargestellt. So trägt die „Bronzestatuette Va 774“ aus Toprakkale einen Bronzegürtel.

#### Deutung
Piotrovsky interpretiert die Gürtel als Teil der Rüstung urartäischer Bogenschützen. Die Göttersymbole sollten den Trägern zusätzlichen magischen Schutz verleihen. Hamilton will sie dagegen mit dem Geschirr von Streitwagen in Verbindung bringen.

#### Wichtige Fundorte

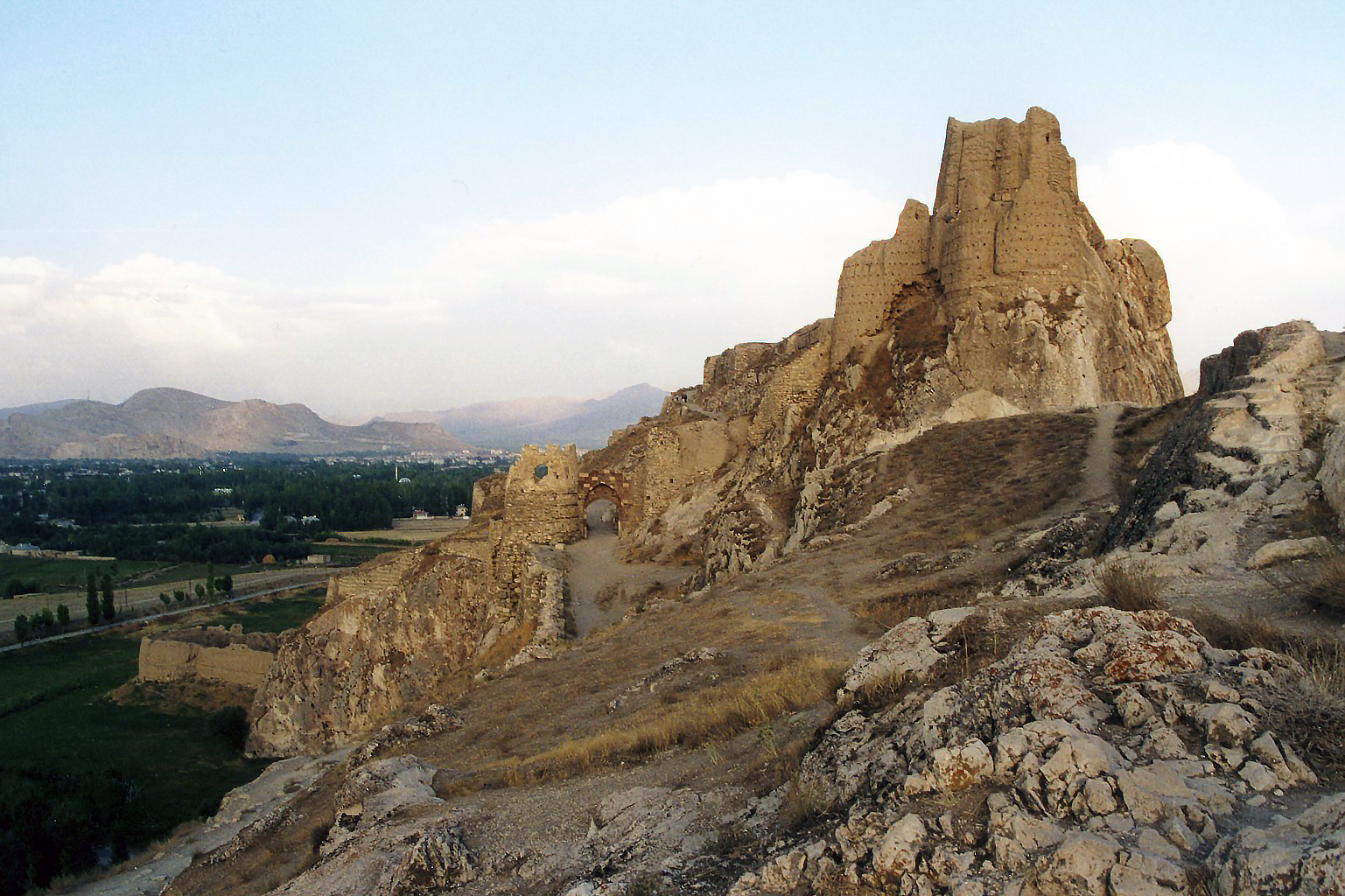
Die Festung von Van in der Hauptstadt Tušpa

- Altıntepe, nahe Erzincan im Osten der Türkei
- Anipemza, acht Kilometer südöstlich von Ani am Grenzfluss Achurian auf armenischer Seite
- Guschchi, am Nordende des Urmiasees
- Karmir Blur.[115]
- Malaklju, bei Iğdır auf dem Berg Ararat
- Nor-Areš, bei Arin-berd.[116]
- Zakim, in der osttürkischen Provinz Kars

## Religion

### Götter
Die Inschrift von Meher Kapısı nennt zuerst Ḫaldi, dann den Wettergott, den Sonnengott und die „Versammlung der Götter“. Darauf folgt Ḫutuini, vermutlich der Gott des Sieges. Reichsgott der Urartäer war seit Išpuini der Kriegsgott Ḫaldi, der auf einem Löwen stehend abgebildet wurde. Ḫaldi ist als Namensbestandteil seit mittelassyrischer Zeit belegt. Unter Išpuini wurde Ḫaldi Reichsgott, obwohl das Zentrum seines Kultes in Musasir außerhalb des eigentlichen urartäischen Reiches lag. Seine Begleiterin war Aruba(i(ni)/Uarubani oder Bagmaštu (oder Bagbartu). Seine Waffe ist der GIŠŠuri, nach König ein Streitwagen, nach Diakonoff (1952) eine Waffe und nach Salvini ein Schwert oder Speer. Auf dem Kult-Schild von Yukarı Anzaf trägt der führende Gott einen flammenzüngelnden/strahlenden Speer, seine Beine sind von ebensolchen Flämmchen/Strahlen umgeben, während sein Oberkörper von längeren Strahlen (daši) umgeben ist. Später wird Ḫaldi anscheinend nicht mehr figürlich dargestellt, sondern sein Šuri im Tempel abgebildet und verehrt. Bernbeck nimmt an, dass auch Sargon in Musaṣir keine anthropomorphe Statue des Ḫaldi, sondern einen Šuri erbeutete.
Attribut des Wettergottes Teišeba war der Stier, wie beim hurritischen Wettergott Teššub. Auf dem Schild von Anzaf steht er, an den Blitzbündeln kenntlich, allerdings auf einem Löwen. Seine Begleiterin war Baba („Berg“), seine Stadt Kumme/Qumenu. Der Stier war das Tier des Sonnengottes Šiwini, seine Begleiterin hieß Tušpuea, seine Stadt war Tušpa. Er hatte ein wichtiges Heiligtum im Tal des Bendimahi Çay bei Muradiye, aus dem auch eine Stele stammt. Diese Gottheiten erscheinen nicht nur in Götterlisten, sondern auch in Verträgen. Aus den Listen ist mit Bestimmtheit sonst nur der Mondgott Šelardi identifizierbar. Möglicherweise kann ihm die vierte urartäische Kultstadt, Erdia, zugeordnet werden. Irmušini hatte seinen Tempel in Çavuştepe bei Erzen. Iubša war ein transkaukasischer Gott, dem Argišti in Arin-berd einen Tempel baute, er kommt auf der Meher Kapısı-Inschrift noch nicht vor. Die Götter wurden, wie in Mesopotamien, mit Hörnerkrone dargestellt.
Auch Berge wurden als göttlich verehrt und mit Opfern bedacht, so der Berg Eidoru bei Rusahinili (Ayanıs), vermutlich der Süphan Dağı und dQilibani, der Zımzımdağ östlich von Van. Adarutta war der Gott des Berges Andarutta an der Grenze zwischen Urartu und Musasir. Er wird auch in den Annalen Sargons erwähnt.

### Tempel

#### Turmtempel
Die charakteristischen Turmtempel (É, su-si/se) wurden zuerst unter Išpuini erbaut und sind an Festungen gebunden. Sie werden nach dem Fall von Urartu nicht mehr errichtet. Solche Turmtempel sind aus Altıntepe, Anzavurtepe, Çavuştepe, Kayalıdere, Toprakkale (Van), und vielleicht auch Zernaki Tepe bekannt. Sie bestehen aus einem quadratischen Gebäude mit massiven Steinfundamenten, sehr dicken Lehmziegel-Wänden und einer ebenfalls quadratischen Cella im Innern. Die Ecken springen gewöhnlich leicht vor. Der Zugang zur Cella erfolgte durch einen kurzen Gang und eine zurückgesetzte Außentür. Vor dem Turm befand sich ein kleiner offener Hof. Oft war der Turm mit anderen Gebäuden verbunden. Da der Turmtempel in Ayanıs von mindestens zweistöckigen Gebäuden umgeben war, hält es Çilingiroğlu für möglich, dass er von außerhalb nicht zu erkennen war.
| Fundort     | Außenumfang | Cella |
| ----------- | ----------- | ----- |
| Altıntepe   | 13,8 m      | 5,2 m |
| Anzavurtepe | 13,6 m      | 5 m   |
| Bastam      | 13,5 m      | –     |
| Çavuştepe   | 10 m        | 4,5 m |
| Kayalıdere  | 12,5 m      | 5 m   |
| Toprakkale  | 13,8 m      | 5,3 m |

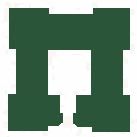
Schematische Skizze eines urartäischen Turmtempels

Man nimmt gewöhnlich an, dass die Tempel etwa doppelt so hoch wie breit waren. David Stronach nimmt an, dass der Tempel von Altıntepe mindestens 26 m hoch war. Der Tempel von Ayanıs ist noch zu einer Höhe von 4,5, erhalten. Ob das Dach flach war oder Giebel aufwies, ist umstritten. Knochen- und Metallmodelle solcher Tempel zeigen, dass sie drei Reihen eingetiefter Fensterschlitze besaßen, ob blind oder offen, ist unklar. Nur in Anzavurtepe und Çavuştepe stehen die Tempel an der höchsten Stelle der Festung, sonst liegt hier der Palast. Die Wände der Cella und des Hofes waren oft bemalt oder mit Steinmosaiken versehen.
Der Ḫaldi-Tempel in Musasir, 714 von Sargon II. zerstört und nur von einem assyrischen Relief bekannt, war vermutlich ebenfalls ein Turmtempel. Er war allerdings recht niedrig und hatte sechs Pilaster an der Fassade, bisher ohne Parallelen.
Votivgaben wie Schilde, Helme und Bronze-Köcher hingen an der Fassade und manchmal in den Säulenhöfen im Tempelinneren. Manchmal war die Cella bemalt, wie in Altıntepe. Die Tempel waren mit Bronzekesseln, Leuchtern, Bronzethronen und -Schemeln ausgestattet. David Stronach nimmt an, dass die urartäischen Tempel als Vorlage für die achämenidischen Turmtempel dienten, dies wird von anderen Forschern jedoch bezweifelt.

#### Tortempel
Zusätzlich gab es Tor-Tempel, in denen eine Nische eine Tür darstellte, aus der vielleicht der Gott Ḫaldi aus dem Felsen treten konnte. Die Inschrift von Meher Kapısı beginnt mit den Worten: Für Ḫaldi, den Herren, errichteten Išpuini, Sohn des Sarduri, und Menua, Sohn des Išpuini diese Tür. Weitere Tor-Tempel finden sich auch in Yeşılalıç, Tabriz Kapısı und Hazine Kapısı aus der Zeit von Sarduri II.

### Bestattungen
Sowohl Körper- als auch Brandbestattung wurde praktiziert. In letzterem Fall wurde die Asche in einer Urne beigesetzt, meist ohne Beigaben. Die Knochen wurden nach der Verbrennung zerkleinert. Urnen sind oft doppelt oder dreifach im oberen Teil des Gefäßkörpers durchbohrt, was als Seelenloch gedeutet wird. Sie sind meist mit einer Schale verschlossen. Die meisten Gefäße sind zweitverwendete Grobkeramik, die oft Gebrauchsspuren aufweist. Gewöhnlich handelt es sich um eiförmige Krüge mit kurzem abgesetzten Hals, ausgestellter Randlippe und flachem Boden. Sie sind gewöhnlich um die 30 cm hoch. Urnen finden sich auch in Felskammergräbern wie Adilcevaz, zusammen mit Körperbestattungen. Reiche Bestattungen weisen spezielle Grabkeramik auf, zum Beispiel reliefierte Ware mit Löwen- und Stierköpfen. In Altıntepe dienten Metallgefäße als Urnen. Gräber wurden oft in den Felsen gehauen, sie hatten teilweise mehrere Kammern und dienten wohl als Familiengrablegen. Manche Felsgräber sind mit königlichen Inschriften assoziiert.
Urartäische Felsgräber sind zum Beispiel aus Van und Qal’ev Ismail Agha bekannt.

## Geografie

### Berge
| urartäischer Name     | heutiger Name | Lage            | Anmerkungen | Quelle                    |
| --------------------- | ------------- | --------------- | ----------- | ------------------------- |
| Eidoru bei Rusaḫinili | Süphan Dağ    | –               | –           | Çilingiroğlu/Salvini 1997 |
| Eritia                | bei Arzaškun  | ?               | –           |                           |
| Qilibani              | Zımzımdağ?    | östlich von Van | –           | Salvini 1994, 210         |

### Flüsse
| urartäischer Name | heutiger Name | Lage                    | Anmerkungen                                                                            | Quelle                      |
| ----------------- | ------------- | ----------------------- | -------------------------------------------------------------------------------------- | --------------------------- |
| Arsanias          | Murat su      |                         |                                                                                        | Sevin 1988, 550             |
| Daianale          | Murat su?     | nördlich des Erciş dağı | Bewässerung durch Menua und Argišti I.                                                 | Diakonoff/Kashkai 1981      |
| Muna              | Araxes        | Armenien                | Bewässerung von Armavir durch vier Kanäle, Argišti I.                                  | Wartke 1993, 60             |
| Puranade          | Euphrat       | -                       | Sarduri II.                                                                            | Diakonoff/Kashkai 1981, 111 |
| Tura […]          | Diyala?       | -                       | Argisti I                                                                              | Diakonoff/Kashkai 1981, 111 |
| Alaini            | -             | bei Van                 | Rusa leitet den Fluss um, um die Wasserversorgung von Rusaḫinili Qilbanikai zu sichern | Garbrecht 1980              |
| Ildarunia         | Hrazan?       | Tal von Kublini         | Rusa I. erbaut den Bewässerungskanal Umešini                                           | Melikišvili 1960, Nr. 281   |
| Usnu              | Godar         | bei Qalatgar, Iran      | –                                                                                      | Dyson1989                   |